# Falkenberg (Elster)
Falkenberg (Elster) és un municipi alemany que pertany a l'estat de Brandenburg. Es troba 90 km al sud de Berlín, als marges del riu Schwarze Elster, 16 km a l'est de Torgau, i 13 km al nord-oest de Bad Liebenwerda.

## Barris
- Falkenberg/Elster amb Kiebitz
- Rehfeld
- Beyern
- Großrössen - Kleinrössen
- Kölsa
- Schmerkendorf